# Two Sides of If
Two Sides of If ist ein Musikalbum des nordirischen Rockmusikers Vivian Campbell, das im Jahr 2005 veröffentlicht wurde. Es enthält zwölf Bluesrock-Titel; als Gastmusiker wirken der Gitarrist Billy Gibbons (ZZ Top) und die Sängerin Joan Osborne mit.

## Hintergrund
Vivian Campbell ist Gitarrist der britischen Hard-Rock-Band Def Leppard, die im Jahr 2002 ihr Album X veröffentlicht und anschließend mit einer Tournee vorgestellt hatte. Die Pläne der Gruppe sahen für die Zeit danach die Aufnahme eines Coveralbums (Yeah!) vor, das jedoch erst 2006 erschien. Campbell nutzte die Zeit, um ein Soloalbum mit Blues-Titeln aufzunehmen. Diese Idee ging auf einen Vorschlag seiner Frau zurück. Von der Ausnahme des Titels Spoonful abgesehen, sang Campbell alle Titel selbst.
Das Album wurde in nur drei Tagen vom 11. bis zum 13. April 2005 in den Ocean Studios in Burbank eingespielt; die Gesangsspuren von Joan Osbourne, die Spoonful sang, wurden in den Coyote Studios in Brooklyn aufgenommen. Beteiligte Musiker waren Michael Fell (Mundharmonika), Bruce Cornett (Rhythmusgitarre), Tor Hyams (Klavier, Hammond-Orgel), Mark Brown (Bass) und Terry Bozzio (Schlagzeug); Billy Gibbons spielte als Gastmusiker Gitarre bei Like it This Way und dem von ihm geschriebenen Willin’ for Satisfaction.

## Titelliste
1. Messin' with the Kid (London) 3:23
2. I'm Ready (Dixon) 3:10
3. Calling Card (Gallagher) 4:54
4. Come on in My Kitchen (Johnson) 4:38
5. The Hunter (Cropper, Dunn, Jackson, Jones, Wells) 3:55
6. Like It This Way (Kirwan) 4:23
7. I Ain't Superstitious (Dixon) 4:59
8. Spoonful (Dixon) 4:39
9. Reconsider Baby (Fulson) 2:58
10. Good or Bad Times (Pryor) 3:55
11. 32/20 Blues (Johnson) 3:14
12. Willin' for Satisfaction (Gibbons) 4:30